# 光明ドーム競輪場
光明ドーム競輪場（クァンミョンドームけいりんじょう）は、大韓民国京畿道光明市にある、韓国で2番目に建てられたドーム型競技場である。愛称はスピードム（Speedom）。

## 概要
それまであった蚕室競輪場の代わりとして、2005年12月31日に竣工、2006年2月17日にオープンした。競輪場は1周333メートル。最大収容人数は30000名で、グリーンドーム前橋や北九州メディアドームを抜き、世界最大の自転車競技場でもある。
主に競輪開催が目的だが、競輪以外のイベントやコンサート、展示会などが頻繁に行われており、競輪場外の施設にはインラインスケート場、屋内イベントホール、親子室、自然植物園などがある。

## 交通
- ソウル交通公社7号線光明サゴリ駅下車徒歩10分。